# Herman Dahlbäck
Nils Herman Dahlbäck (Malmö, Escània, 7 de març de 1891 – Malmö, Escània, 16 de juliol de 1968) va ser un remer suec que va competir a començaments del segle xx.
El 1912 va prendre part en els Jocs Olímpics d'Estocolm, on guanyà la medalla de plata en la competició del quatre amb timoner, inriggers del programa de rem, formant equip amb Ture Rosvall, William Bruhn-Möller, Conrad Brunkman i Wilhelm Wilkens. En aquests mateixos Jocs també disputà la prova del vuit amb timoner, on fou eliminat en sèries. Posteriorment treballà d'inspector de duanes.